# Jacques Ancel
Jacques Ancel, francoski geograf, akademik, pisatelj in pedagog, * 22. julij 1879, † 1942.